# Dieter Karpinski
Dieter Karpinski (* 12. September 1940 in Neuenburg (Ostpreußen); † 4. April 2007 in Berlin) war ein deutscher Verwaltungsleiter, Geschäftsführer und Diakonie-Direktor.

## Leben und Wirken

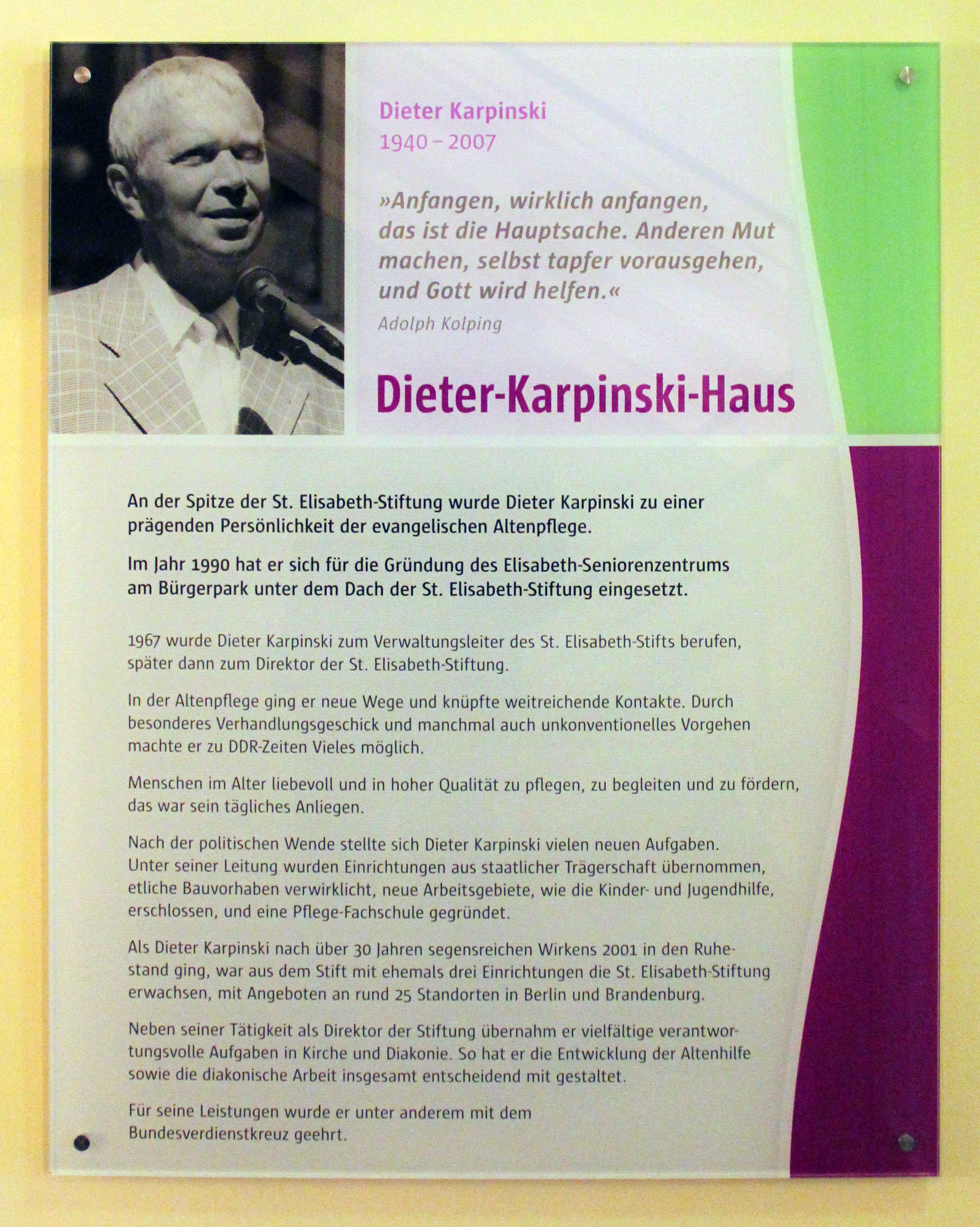
Gedenktafel am Haus, Leonhard-Frank-Straße 10, in Berlin-Niederschönhausen

Karpinski wurde im Jahr 1967 zum Verwaltungsleiter des 1856 gegründeten St.-Elisabeth-Stifts in der Eberswalder Straße im damaligen Stadtbezirk Prenzlauer Berg in (Ost-)Berlin berufen. In der Folgezeit führte er die Titel Geschäftsführer sowie Direktor. Der studierte Diplomökonom organisierte öffentliche Veranstaltungen im Stiftsgebäude einschließlich der Kapelle, unter anderem für die Gewinnung von Nachwuchskräften. In den Gesprächen, die seit 1983 regelmäßig von ihm als Geschäftsführer gemeinsam mit Unterstützung der leitenden Arbeitstherapeutin, Ingrid Schwarz, sowie weiteren Mitarbeitenden gelegentlich der veranstalteten Weihnachtsmärkte im Hause geführt wurden, wies er die Heimbewohner und insbesondere ihre anwesenden Verwandten auf die spezifische Ausbildung zum Diakonischen Fachpfleger für Geriatrie hin. Nach drei Jahren konnte die Auszubildenden einen kirchlichen Fachschulabschluss erwerben. Neben der allgemein fachlichen Ausbildung im Klinikum Buch gab es besondere Seminare in Seelsorge, Auslegung des Neuen und Alten Testamentes, in Krankenpflege und Psychologie, die im Stiftsgebäude in der Eberswalder Straße eigenverantwortlich abgehalten wurden.

### Einsatz für ältere und kranke Menschen zu DDR-Zeiten
Im Jahr 1989 organisierte Karpinski zusammen mit dem Seelsorger, Pfarrer Dieter Spree, eine Ausstellung unter dem Motto „Gemeinsam unterwegs – gestern, heute, morgen – Leben im St.-Elisabeth-Stift“. Der damalige Staatssekretär für Kirchenfragen der DDR, Kurt Löffler, besuchte im September 1989 das Elisabeth-Stift und Karpinski erklärte dem Staatsfunktionär, dass „der Einsatz für ältere und kranke Bürger den humanistischen Konsequenzen des christlichen Glaubens entspreche“.

### Wirken nach der deutschen Wiedervereinigung
Nach der friedlichen Revolution und der Wiedervereinigung kümmerte sich der Direktor vor allem um die Bauarbeiten im Stiftsgebäude, das zwecks Modernisierung 1994 komplett geräumt werden musste, und um die Übernahme von zusätzlichen Einrichtungen aus staatlicher Trägerschaft sowie ihre Weiterentwicklung im Rahmen der Diakonie. Karpinski war zudem ehrenamtlicher Vorsitzender des Evangelischen Verbandes für Altenarbeit in Berlin und Brandenburg. Im Jahr 2001 ging er in den Ruhestand.
Dieter Karpinski war nach der friedlichen Revolution nicht nur Direktor des Elisabethstifts sondern zeitgleich auch Geschäftsführer des Evangelischen Diakoniewerks Zoar mit Sitz in der Cantianstraße in Berlin-Prenzlauer Berg. Dort durfte er zusammen mit einem weiteren Geschäftsführer „Rechtsgeschäfte mit sich selbst oder mit sich als Vertreter Dritter abschließen“. Mit Wirkung vom 14. September 1998 erlosch diese Befugnis zugleich mit der Abberufung und Bestellung eines Alleingeschäftsführers.
Das St.-Elisabeth-Stift gehörte nunmehr zur Stephanus gGmbH und damit zur Diakonie Berlin-Brandenburg-schlesische Oberlausitz. Einen Nachruf auf Dieter Karpinski unterzeichnete der damalige Generalsuperintendent für Berlin, Martin-Michael Passauer, der zugleich Vorsitzender des Kuratoriums der Stiftung war.
Mit der Enthüllung der Gedenktafel am 16. Juni 2010 erfolgte die feierliche Namensverleihung eines Hauses auf dem Gelände des Elisabeth-Seniorenzentrums am Pankower Bürgerpark durch den damaligen Bundestagsvizepräsidenten Wolfgang Thierse und den Einrichtungsleiter.

## Familie
Karpinski war mit Jutta Karpinski, geborene Schirrmacher (* 1942; † 2018) verheiratet. Ihr gemeinsamer Grabstein auf dem Friedhof in Berlin-Kaulsdorf trägt das Kreuz und weist darunter auf Joh. Kapitel 14, Verse 1 bis 4, hin.

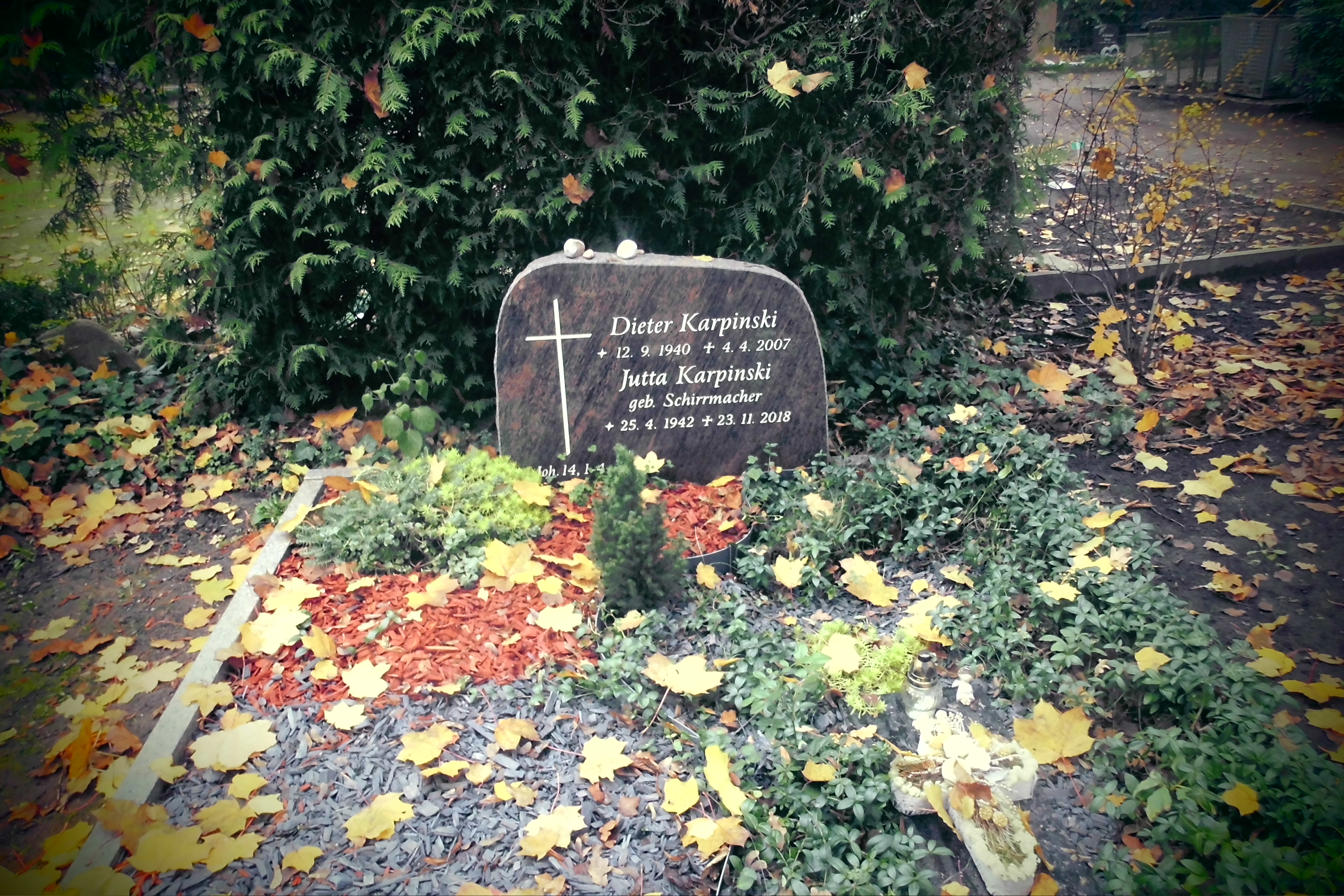
Grabstätte

## Herausgeber
- Gemeinsam unterwegs. 1856–1981. [125 Jahre St. Elisabeth-Stift Berlin]; DNB 820214922